# 北海道大学大学院文学研究院・大学院文学院・文学部

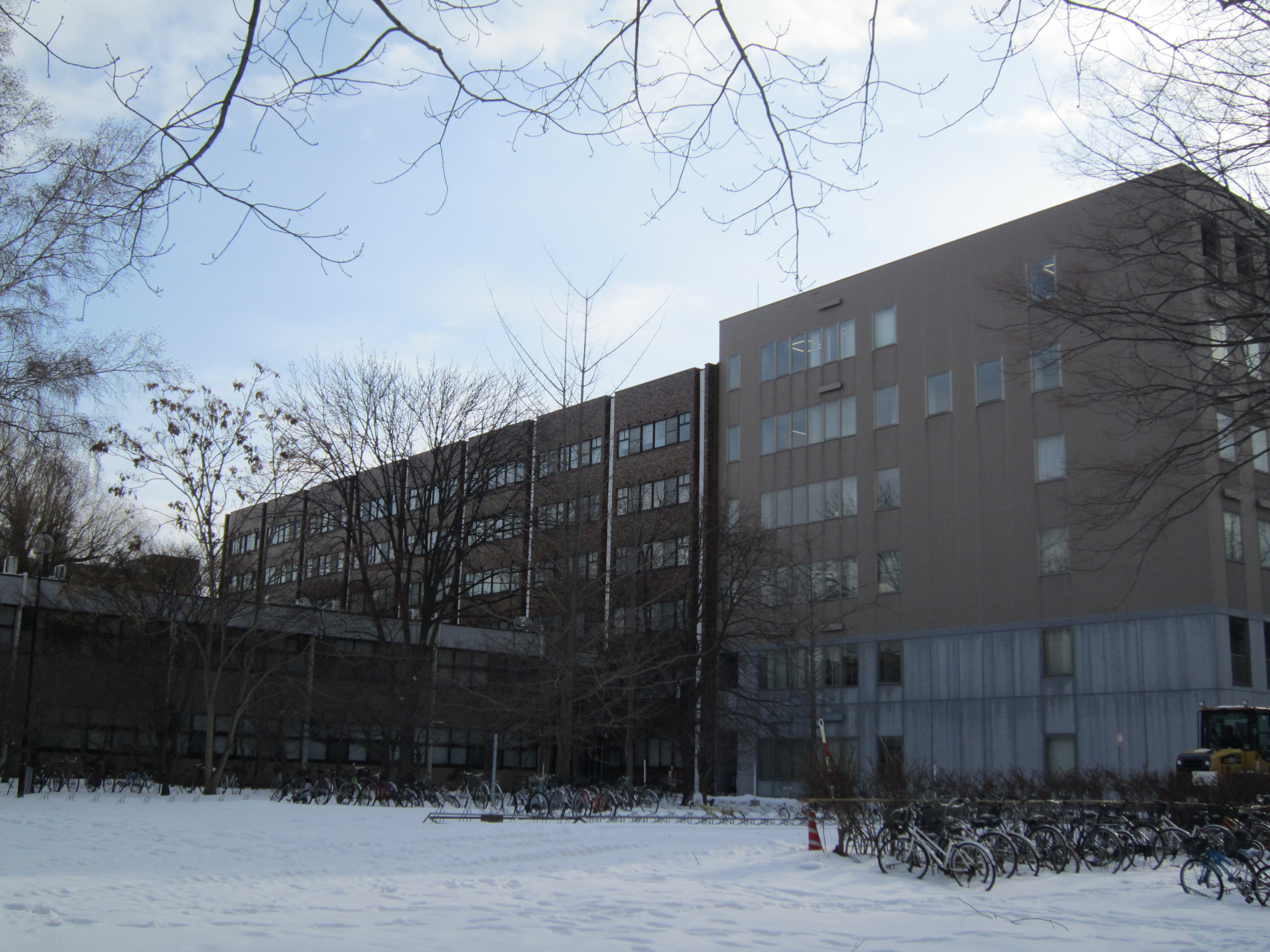
文学部棟

北海道大学大学院文学研究院（ほっかいどうだいがくだいがくいんぶんがくけんきゅういん、英称:Faculty of Humanities and Human Sciences）および北海道大学大学院文学院（ほっかいどうだいがくだいがくいんぶんがくいん、英称:Graduate School of Humanities and Human Sciences）は、北海道大学大学院に設置される研究科以外の組織の一つである。また、北海道大学文学部（ほっかいどうだいがくぶんがくぶ、英称:School of Humanities and Human Sciences）は、北海道大学に設置される学部の一つである。

## 概要
1947年北海道帝国大学に法文学部が設置され、1950年に法文学部から文学部が独立した。1953年に大学院文学研究科を設置し、2000年には大学院重点化を行った。人文学の多彩な分野の研究・教育を行っている。

## 沿革
- 1947年 - 北海道帝国大学に法文学部（哲学科・史学科・文学科・法律学科・政治学科・経済学科）を設置[1]。
- 1950年 - 法文学部から文学部（哲学科・史学科・文学科）を分離[1]。
- 1953年 - 大学院文学研究科を設置[1]。
- 2000年 - 大学院重点化[1]。
- 2019年 - 大学院文学研究科を大学院文学研究院と大学院文学院とに改組

## 学科
- 人文科学科[3]
  - 入学定員185人[3]

## 楡文賞
文学部同窓会が運営する、社会的に高く評価される業績や活動を通じて北海道大学文学部・文学研究科の名誉を高めた者を顕彰する賞。読みは「ゆぶんしょう」。文学部卒業生、文学研究科修了生（中退者含む）で、毎年11月末日時点で40歳以下の者から選ばれる。

### 歴代受賞者
肩書は受賞当時。
- 第1回（2005年） - 田村圭一（倫理学者、日本学術振興会特別研究員）　特別賞：渡辺一史（ノンフィクション作家）[4]
- 第2回（2006年） - 前原真吾（ドイツ文学者）
- 第3回（2007年） - 該当なし
- 第4回（2008年） - 田中綾（歌人、短歌評論家）
- 第5回（2009年） - 該当なし
- 第6回（2010年） - 石川めぐみ（コンサルタント、元NHKディレクター）
- 第7回（2011年） - 該当なし
- 第8回（2012年） - 水原涼（小説家）
- 第9回（2013年） - 高田智和（国語学者、国立国語研究所准教授）
- 第10回（2014年） - 奥山史亮（宗教学者、日本学術振興会特別研究員）
- 第11回（2015年） - 藤井光（英文学者、同志社大学准教授）
- 第12回（2016年） - 松下隆志（ロシア文学者、日本学術振興会特別研究員）、マイエル・イングリッド（日本文学者）
- 第13回（2017年） - 西出佳代（ドイツ語学者、神戸大学講師）
- 第14回（2018年） - 岡田貴憲（日本文学者、日本学術振興会特別研究員）
- 第15回（2019年） - 郭莉莉（福祉社会学者、河北経貿大学外国語学院専任講師）
- 第16回（2020年）
- 第17回（2021年） - 河上麻由子（古代史学者、奈良女子大学准教授）[5]
- 第18回（2022年） - 増井真琴（日本児童文学研究者、日本学術振興会特別研究員）[6]

## 著名な出身者

### 政治、行政
- 志々田浩太郎 - 元武蔵村山市長、桃源堂代表取締役
- 平工剛郎 - 元北海道開発庁計画監理官、元北海道道路サービス社長

### マスコミ
- 赤松俊理 - NHKアナウンサー
- 芦原伸 - 元旅と鉄道編集長
- 石橋雄哉 - 元札幌テレビ放送社長
- 小南武朗 - 元北海道放送ディレクター、元小樽女子短期大学学長、芸術祭賞
- 島ひとみ - フリーアナウンサー
- 曽根優 - NHKアナウンサー
- 江連すみれ - NHK帯広放送局アナウンサー
- 高野美佐 - 元札幌テレビ放送アナウンサー
- 竹内政明 - 読売新聞社論説委員
- 谷口直樹 - 北海道テレビ放送アナウンサー、ANNアナウンサー賞
- 所雅彦 - 元札幌テレビ放送編成局次長、北海道文化賞
- 森田美由紀 - NHKエグゼクティブアナウンサー

### 研究
- 天野哲也 - 極東民族史、北海道大学名誉教授
- 池田透 - 哺乳類学、北海道大学教授
- 石川武 - 西洋史、北海道大学名誉教授、フンボルト賞
- 伊藤章 - アメリカ文学、北海道大学名誉教授
- 岩佐茂 - 哲学、一橋大学名誉教授、元日本科学者会議事務局長
- 大澤孝 - 古代トルコ史、大阪大学教授
- 大谷通順 - 中国文学、北海学園大学教授
- 大坪庸介 - 心理学、東京大学教授、日本社会心理学会優秀論文賞
- 岡雅彦 - 国文学、国文学研究資料館名誉教授
- 長田俊樹 - 言語学、総合地球環境学研究所名誉教授
- 狩野陽 - 心理学、北海道大学名誉教授
- 河西英通 - 日本近代史、広島大学教授
- 菊池俊彦 - 考古学、北海道大学名誉教授、濱田青陵賞
- 北田幸恵 - 日本近代文学、城西国際大学教授
- 佐藤彰 - 国文学、静岡県立大学名誉教授
- 私市正年 - イスラム研究、上智大学教授
- 風間伸次郎 - 言語学、東京外国語大学教授、金田一京助博士記念賞
- 亀井秀雄 - 文学、北海道大学名誉教授、元市立小樽文学館館長
- 川嶋至 - 日本文学、元東京工業大学教授
- 川成洋 - 英文学、法政大学名誉教授
- 金富子 - 朝鮮史、東京外国語大学教授
- 工藤正廣 - ロシア文学、北海道大学名誉教授、北海道立文学館理事長、小熊秀雄賞、北海道新聞文学賞
- 熊木俊朗 - 考古学、東京大学教授
- 栗生澤猛夫 - ロシア史、北海道大学名誉教授
- 今栄蔵 - 国文学、中央大学名誉教授
- 小森陽一 - 日本文学、東京大学名誉教授、九条の会事務局長
- 櫻井義秀 - 宗教学、北海道大学教授、元「宗教と社会」学会会長
- 佐藤和生 - 仏文学、同志社大学名誉教授
- 柴田泰 - 仏教学、初代札幌大谷大学学長、日本印度学仏教学会賞
- 篠川賢 - 日本古代史、成城大学教授
- 島田陽 - ロシア文学、元東京大学教授
- 鈴木淳一 - ロシア文学、元札幌大学学長
- 武田雅哉 - 中国文学、北海道大学教授、サントリー学芸賞受賞、日本児童文学学会賞特別賞受賞
- 立川孝一 - フランス革命史、筑波大学名誉教授
- 塚田誠之 - 文化人類学、国立民族学博物館名誉教授
- 土屋博 - 宗教学、北海道大学名誉教授、國學院大學客員教授
- 中野美代子 - 中国文学、北海道大学名誉教授、芸術選奨新人賞
- 西城戸誠 - 社会学、早稲田大学教授、地域社会学会賞、日本NPO学会優秀賞
- 西里静彦 - 計量心理学、トロント大学名誉教授、アメリカ統計学会フェロー、元国際計量心理学会会長、林知己夫賞
- 西本豊弘 - 考古学、国立歴史民俗博物館教授
- 新田孝彦 - 倫理学、北海道大学教授
- 八尾師誠 - イラン史、東京外国語大学名誉教授
- 浜田耕策 - 朝鮮古代史、九州大学名誉教授
- 匹田剛 - 言語学、東京外国語大学教授
- 福田豊彦 - 日本中世史、国立歴史民俗博物館名誉教授
- 藤井光 - 英文学、東京大学准教授
- 布施鉄治 - 社会学、北海道大学名誉教授
- 増田貴彦 - 文化心理学、アルバータ大学教授
- 三佐川亮宏 - ドイツ史、東海大学教授、日本学士院賞
- 箕浦信勝 - 言語学、東京外国語大学准教授
- 村山紀昭 - 哲学、元北海道教育大学学長
- 森泉弘次 - 宗教学、青山学院女子短期大学名誉教授、日本翻訳出版文化賞
- 森英一 - 日本近代文学、金沢大学名誉教授
- 山内昌之 - 中東研究、東京大学名誉教授、サントリー学芸賞、吉野作造賞、毎日出版文化賞
- 山崎佳代子 - 東欧文学史、ベオグラード大学教授、読売文学賞紀行賞、紫式部文学賞
- 吉田夏彦 - 科学哲学、東京工業大学名誉教授
- 和田謹吾 - 日本文学、北海道大学名誉教授、元北海道立文学館理事長、北海道文化賞
- 渡辺洋 - 英文学、北海道大学名誉教授

### 文化
- 赤染晶子 - 小説家、芥川賞、文學界新人賞
- 東江一紀 - 翻訳家、日本翻訳大賞読者賞
- 阿川せんり - 小説家、野性時代フロンティア文学賞
- 東直己 - 小説家、日本推理作家協会賞
- 石崎なおこ - 絵本作家
- 石本裕之 - 詩人、旭川工業高等専門学校教授
- おおつかのりこ - 翻訳家
- 大西巷一 - 漫画家、アフタヌーン四季賞
- 小笠原克 - 文芸評論家、元藤女子大学教授、元小樽文学館館長、群像新人文学賞評論部門、北海道文化賞奨励賞
- 沖藤典子 - ノンフィクション作家、元日本リサーチセンター第二企画室長
- 十文字青 - ライトノベル作家、角川学園小説大賞特別賞
- 鏡裕之 - アダルトゲームシナリオライター、ジュブナイルポルノ作家、ライトノベル作家
- 梯久美子 - ノンフィクション作家、芸術選奨文部科学大臣賞、講談社ノンフィクション賞、読売文学賞
- 笠井嗣夫 - 詩人
- 河村清明 - フリージャーナリスト、優駿エッセイ賞
- 佐藤正午 - 小説家、直木賞、山田風太郎賞、すばる文学賞
- 鈴木貴昭 - ライター、小説家、脚本家
- 高垣葵 - 脚本家
- 匠秀夫 - 美術評論家、元神奈川県立近代美術館館長
- 田中綾 - 文芸評論家、北海学園大学教授、三浦綾子記念文学館館長、現代短歌評論賞
- 馬場公彦 - 編集者、元岩波現代全書編集長
- 菱川善夫 - 歌人、文芸評論家、北海学園大学名誉教授、現代短歌評論賞
- 前野知常 - 作曲家、編曲家、洗足学園音楽大学准教授
- 水原涼 - 小説家、文學界新人賞
- 山崎佳代子 - 詩人、読売文学賞、紫式部文学賞
- 渡辺一史 - ノンフィクション作家、サントリー学芸賞、講談社ノンフィクション賞、大宅壮一ノンフィクション賞

### 芸能、スポーツ
- 蒲田健 - ラジオパーソナリティ
- 坂口芳貞 - 俳優、演出家、声優、桜美林大学名誉教授
- 柴野嵩大 - 俳優、声優
- 山﨑夏生 - 野球審判、日本野球規則委員会委員
- 余湖明日香 - カーリング選手